# Tipula turca
Tipula turca är en tvåvingeart som beskrevs av Mannheims 1963. Tipula turca ingår i släktet Tipula och familjen storharkrankar. Inga underarter finns listade i Catalogue of Life.